# روساسكو (بافيا)
روساسكو (بالإيطالية: Rosasco)‏ هي بلدة تقع في مقاطعة بافيا بإقليم لومبارديا في شمال إيطاليا. تبلغ مساحة هذه المدينة 19.8 (كم²)، وترتفع عن سطح البحر 114 م، بلغ عدد سكانها 691 نسمة في عام 2004 حسب إحصاء المعهد الوطني للإحصاء.

## السكان
في سنة 1861 بلغ عدد السكان 2٬133 نسمة، وتطور العدد ليصل في سنة 2011 لـ 638 نسمة.
يظهر هذا المخطط البياني تطور النمو السكاني لـ روساسكو (بافيا)